# Holiday Strings
Holiday Strings – drugi solowy album gitarzysty Michaela Angelo Batio, na którym znajdują się świąteczne utwory w wersji klasycznej wykonywane na gitarze akustycznej z elementami gitary elektrycznej w tle. Dochód ze sprzedaży był przeznaczony na cele charytatywne tzn. Childrens Leukemia Foundation.

## Lista utworów
1. "Deck the Halls" – 2:29
2. "God Rest Ye Merry, Gentlemen" – 2:47
3. "Joy to the World" (George Frideric Handel) – 2:10
4. "The First Noel" – 2:47
5. "Shalom Chaverim" – 3:15
6. "O Holy Night" (Adolphe Adam) – 4:29
7. "What Child is This?/We Three Kings of Orient Are" (Trad., John H. Hopkins) – 3:27
8. "Away in a Manger" – 2:28
9. "Do You Hear What I Hear?" – 3:07
10. "Silent Night" (Franz Gruber) – 3:04
11. "We Wish You a Merry Christmas" – 3:03